# Galaxea pauciradiata
Espèce
Statut CITES
Galaxea pauciradiata est une espèce de coraux appartenant à la famille des Euphylliidae, selon WoRMS ou la famille Oculinidae selon la CITES.